# Битівський повіт
Битівський повіт (пол. powiat bytowski) — один з 16 земських повітів Поморського воєводства Польщі.
Утворений 1 січня 1999 року в результаті адміністративної реформи.

## Загальні дані
Повіт знаходиться у західній частині воєводства.
Адміністративний центр — місто Битів.
Станом на 1.01.2008 населення становить 75 527 осіб, площа 2192,06 км².
На терени повіту були депортовані 1622 українці з українських етнічних територій у 1947 році (т. з. акція «Вісла»).

## Демографія
Демографічні дані повіту станом на 30.06.2005:
|       | Всього | Всього | Жінки  | Жінки | Чоловіки | Чоловіки |
| ----- | ------ | ------ | ------ | ----- | -------- | -------- |
|       | осіб   | %      | осіб   | %     | осіб     | %        |
| Повіт | 75 373 | 100    | 37 926 | 50,3  | 37 447   | 49,7     |
| Міста | 27 934 | 100    | 14 508 | 51,9  | 13 426   | 48,1     |
| Села  | 47 439 | 100    | 23 418 | 49,4  | 24 021   | 50,6     |